# 雷杜图
雷杜图是巴西米纳斯吉拉斯州的一个市镇。总面积151.308平方公里，总人口6344人，人口密度41.9人/平方公里。